# リュー・チャーフィー
リュー・チャーフィー（劉家輝、英名ゴードン・ラウまたはゴードン・リュー、1951年8月22日 - ）、本名冼錦熙、中国広東省生まれ。1970年代末から1980年代の間、ショウ・ブラザーズのカンフー映画で活躍し、監督も行った。
リュー・チャーフィーは劉湛の養子であり、彼の二人の実子ラウ・カーリョンおよびラウ・カーウィンとは血のつながりがない。劉湛が洪拳の名家林世栄（その師匠が黄飛鴻）の直弟子だったため、リュー・チャーフィーは幼いころよりラウ・カーリョンの厳格な武術指導を受けて育ち、その後のアクションスターの基礎を築いた。

## 来歴
リュー・チャーフィーは1955年に生まれ、幼い時から劉湛に師事した（しかし実際はラウ・カーリョンの指導を受けていた）。1971年に中学を卒業後、昼間は仕事をし、夜は劉湛の指導を受けた。
1973年、リュー・チャーフィーはラウ・カーリョン製作の映画『殺出重圍』に出演し、映画界に入った。その後、彼の紹介で張徹監督の率いる台湾の映画会社長弓電影公司に参加。しかしこのころ張徹監督はデビッド・チャン、ティ・ロンなど花形俳優を擁していたため、しばらくは重要な役どころが巡ってこなかった。1976年、彼は長弓電影公司での契約を終えて香港に戻り、義兄ラウ・カーリョンの監督する『ワンス・アポン・ア・タイム 英雄少林拳』で重要な役どころを演じるが、成功には至らなかった。1978年、『少林寺三十六房』にてようやくカンフースターの仲間入りを果たす。この映画は大成功を収め、この年の香港十大映画にノミネートされたのみならず、外国でも上映され、この映画により、彼のスキンヘッドと仏僧のイメージは世界中に広まった。
1980年代、カンフー映画ブームの衰退とショウ・ブラザーズの衰退により、彼はアクション映画で敵役を演じたり、テレビへと転身した。
2003年、彼はクエンティン・タランティーノ監督の『キル・ビル』シリーズに出演し、パート１では敵役を、パート２では白眉の和尚役を演じている。
2011年9月、脳梗塞の発作を起こし、その際に階段から転倒。この時の怪我で下半身不随になり、現在では車椅子での生活を余儀なくされている。

## 参加作品

### 監督
- 少林寺武者房（1981）
- 殺出重圍（1973）

### 監製
- 妙探孖寶（1985）

### 武術指導
- ガッツ・フィスト魔宮拳（一膽二力三功夫）（1980）
- USA Ninja（1985）

## 出演作品

### 映画

#### 1970年代
- 殺出重圍（1973）
- 洪家拳対詠春拳（1974） 何振剛役
- 続・少林寺列伝（1974）
- カンフー東方見聞録（1975）
- ワンス・アポン・ア・タイム 英雄少林拳（1976）黃飛鴻役
- 八道樓子（1976）
- 八國聯軍（1976）
- 少林虎鶴拳（1977）
- 功夫小子（1977）
- 激突！螳螂拳（1978）
- 少林寺三十六房（1978）劉裕德／三德役
- 少林寺VS忍者（1979）何濤役
- 霊幻少林拳（1979）
- 少林皇帝拳（1979）勤親王役
- 少林真英雄（1979）

#### 1980年代
- ガッツ・フィスト 魔宮拳（1980）
- 続・少林寺三十六房（1980）周仁傑役
- 続・少林虎鶴拳 邪教逆襲（1980）洪文定役
- ワンス・アポン・ア・タイム 英雄少林拳　武館激闘（1981）黃飛鴻役
- 少林寺武者房（1981）
- 長輩（1981）
- 御貓三戲錦毛鼠（1982）
- 少年蘇乞兒（1982）
- 龍虎少爺（1982）
- 秘技・十八武芸拳法（1982）
- 八十二家房客（1982）的士輝役
- 搏盡（1982）
- 少林酔八拳（1982）
- 大兄出道（1982）
- 少林寺秘棍房（1983）楊五郎役
- 少林小子（1983）
- 鹿鼎記（1983）康熙帝役
- 弟子也瘋狂（1983）
- 掌門人（1983）
- 破戒大師（1984）
- 新・少林寺三十六房（1985）三德役
- 弟子也瘋狂（1985）
- 妙探孖寶（1985）
- 殺手蝴蝶夢（1987）
- 老虎出更（1988）
- 孔雀王（1988）
- 猛鬼舞廳（1989）
- 猛龍行動（1989）
- 富貴兵團（1989）
- 龍虎家族（1989）
- 猛虎發火（1989）

#### 1990年代
- 香港極道・野獣たちの絆（1990）
- 老虎出更二（1990）輝少役
- 怒火威龍（1991）
- 雲雨第六感（1992）
- 走佬威龍（1993）
- 笑俠楚留香（1993）
- ラスト・ヒーロー・イン・チャイナ 烈火風雲（1993）
- 詩人の大冒険（1993）奪命書生役
- 倫文敘老點柳先開（1993）
- 獵豹行動（1993）
- 少林活寶貝（1994）
- フル・ブラッド（1994）空智方丈役
- 酔拳3（1994）
- Lethal Girls 2（1995）
- 異邦人たち（1999）
- 赤壁の戦い -英傑 曹操-（1999）
- 赤壁の戦い -軍神 孔明-（1999）

#### 2000年代
- 超酔拳（2002）洪一虎役
- キル・ビル Vol.1（2003）強尼莫役
- スター・ランナー（2003）
- キル・ビル Vol.2（2004）白眉役
- ドラゴン・スクワッド（2005）
- 蛇咒（2005）
- 西遊記リローデッド（2005）玉帝役
- 少林殭屍（2005）白道長役
- 少林殭屍2-天極（2006）白道長役
- カンフー少女（2006）
- 三分鐘先生（2006）光頭叔叔役
- カタナーマン（2006）・・・日本製作OV作品
- 從印度到中國（2009）Hojo役
- チャンドニー・チョーク・トゥ・チャイナ（2009）北条役

#### 2010年代
- 酔拳 レジェンド・オブ・カンフー （2010）
- ホット・サマー・デイズ（2010）
- 星光18借（2010）Hojo役
- ハッピーイヤーズ・イブ（2011）
- ドラゴンゲート 空飛ぶ剣と幻の秘宝（2011）
- 狼たちのノクターン〈夜想曲〉（2012）
- キル・オール!! ～殺し屋頂上決戦～（2012）
- ブラッドマネー 炎の復讐（2012）